# Srinagarindra
 (juin 2015).
Si vous disposez d'ouvrages ou d'articles de référence ou si vous connaissez des sites web de qualité traitant du thème abordé ici, merci de compléter l'article en donnant les références utiles à sa vérifiabilité et en les liant à la section « Notes et références ».
Srinagarindra (thaï : ศรีนครินทร์; RTGS : Si Nakharin, 21 octobre 1900-18 juillet 1995) née Sangwan Talapat (thaï : สังวาล ย์ ตะละ ภั ฏ; RTGS : Sangwan Talaphat) est un membre de la famille royale thaïlandaise et membre de la maison de Mahidol, qui est parente de la dynastie Chakri, elle est l'épouse du prince Mahidol Adulyadej, Prince de Songkla et fils du roi Chulalongkorn (Rama V) .  Elle est la mère de la princesse Galyani Vadhana, princesse de Naradhiwas, du roi Ananda Mahidol (Rama VIII), et du roi Bhumibol Adulyadej (Rama IX) .
Son nom d'usage est Sangwan (Thai : สังวาล ย์), tandis que son nom et son titre officiel étaient Somdet Phra Srinagarindra Boromarajajonani (Thai : สมเด็จพระศรีนครินทราบรมราชชนนี). En Thaïlande, elle a été affectueusement appelée Somdet Ya (Thai : สมเด็จ ย่า), «la Grand-mère royale». Par les différentes tribus montagnardes, pour qui elle était un patron spécial, elle a été appelée Mae Fah Luang (Thai : แม่ ฟ้า หลวง), "Royale Mère du Ciel» ou The Heavenly (royale Mère).

## Mariage
L'approbation d'union avec le prince Mahidol Adulyadej, prince de Songkla Nagarindra, a été accordée en 1919 lors d'une cérémonie privée. Ce prince a été présenté par Sangwan Talabhat avec une bague en diamant sur un cadre en forme de cœur. 30 ans plus tard, ce même anneau devait être donné par son fils, le roi Bhumibol Adulyadej, à son épouse, Rajawongse Sirikit Kitiyakara. Après leurs fiançailles, le prince Mahidol ordonna à sa fiancée de rentrer à  Cambridge où elle vivait avec les sœurs Williston, Emily et Constance, qui lui enseignaient l'algèbre, le latin, le français et l'anglais.  Le prince lui a également attribué une dame américaine pour l'emmener faire des visites guidées des musées et des galeries d'art.
Le prince Mahidol Adulyadej et la princesse Sangwan Mahidol na Ayudhya eurent trois enfants - une fille et deux fils : 
- la princesse Galyani Vadhana, princesse de Naradhiwas (née le 6 mai 1923, morte le 2 janvier 2008). Mariée à Aram Rattanakul Serireungriddhi, puis divorcée, elle a une fille. Remariée avec le prince Varananda Dhavaj Chudadhuj, le couple demeure sans d'enfants.
- le prince Ananda Mahidol (né le 20 septembre 1925, mort le 9 juin 1946), futur roi Rama VIII. Sans postérité.
- le prince Bhumibol Adulyadej (né le 5 décembre 1927, mort le 13 octobre 2016), futur roi Rama IX. A épousé Rajawongse Sirikit Kitiyakara, avec qui il a eu 4 enfants.

Le mariage a été suivi d'une longue visite dans divers pays européens, avant que le couple soit finalement revenu aux États-Unis.  Prince Mahidol a repris ses études en santé publique à Harvard et au Massachusetts Institute of Technology (MIT) à Boston et aidé sa femme pour suivre des cours préparatoires d'infirmiers au Simmons College dans la même ville, où elle a étudié la chimie et de la nutrition.  Après avoir passé l'examen à la fin du semestre, elle a continué à étudier la santé scolaire au MIT pendant le semestre d'été.
À Boston, ils ont été tout simplement connus comme M. et Mme Mahidol de Songkla, vivant dans un appartement de deux chambres au 329 Longwood Avenue.  En dehors de leurs études, ils étaient tous les deux très impliqués dans les activités de l'Association Siam des États-Unis bénéficiant du  patronage royal, association créé par le prince.  Ils donnaient souvent des repas pour d'autres étudiants thaïlandais - elle faisait la cuisine et il lavait les plats.

## Veuvage
Le prince Mahidol Adulyadej a été en proie à des problèmes rénaux au cours de sa dernière année à l'école de médecine.  Malgré ces problèmes chroniques de santé, il a réussi à obtenir un diplôme avec les honneurs.  Immédiatement après, il a souffert d'une appendicite aiguë nécessitant une intervention chirurgicale immédiate.  Dès qu'il a été assez bien pour voyager, lui et sa famille sont allés en Europe à nouveau pour une escale prolongée, revenant finalement au Siam en 1928 et a établi sa résidence au Palais Srapathum. Le Prince Mahidol est décédé le 24 septembre 1929, à Sapathum Palace.

## Décès
La princesse mère a vécu officiellement au Palais Srapathum, avec sa fille, la princesse Galyani Vadhana. Au milieu de 1991, elle a fait une chute dans sa chambre. Elle ne se remit jamais complètement de cet accident. En novembre 1993, décembre 1994 et en juin 1995, elle a été admise à l'hôpital Siriraj.  La princesse Srinagarindra décède le 18 juillet 1995  à l'âge de 94 ans à l'hôpital Siriraj de Bangkok. Elle a été l'un des membres les plus dynamiques et populaires de la royauté thaïlandaise.